# Památník Krista Krále
Památník Krista Krále je stavba z bílého mramoru stojící v areálu katedrály svatého Patrika v Karáčí v Pákistánu. Památník stojí nad jednou z nejrušnějších ulic Karáčí. Jedná se o jedinou stavbu svého druhu v Karáčí, proto je také vyhledávaným turistickým cílem.

## Historie myšlenky výstavby
Tento památník stojí nad jednou z nejrušnějších ulic Karáčí – třídou Šahra-e-Irák. Myšlenka na výstavbu této 54 metrů vysoké stavby vznikla roku 1926. Jedná se o jedinou stavbu svého druhu ve městě Karáčí, což z ní činí památku vyhledávanou turisty.
Vincent Gimenez byl farářem farnosti svatého Patrika v roce 1925, kdy papež Pius IX. vyhlásil svátek Krista Krále (slaví se poslední neděli v říjnu). Otec Gimenez mimo jiné v říjnu 1926 zavedl na svátek Krista Krále procesí, které prochází ulicemi města.
V roce 1927 se v místním centru Apoštolátu modlitby zrodila myšlenka postavit památník, který by byl symbolem úcty k Nejsvětějšímu Srdci Ježíšovu. Katolíci z Karáčí a okolí vytvořili radu s 26 členy, předsedou byl otec Gimenez, generálním sekretářem R. A. M. D'Silva a pokladníkem C. S. Lobo.
Kromě toho se 14 katolických sdružení spojených s farností a další komunity čítající kolem 80 osob pustilo do vybírání peněz na stavbu, urychlení plánovacích práci a zajistilo dohled nad stavbou.

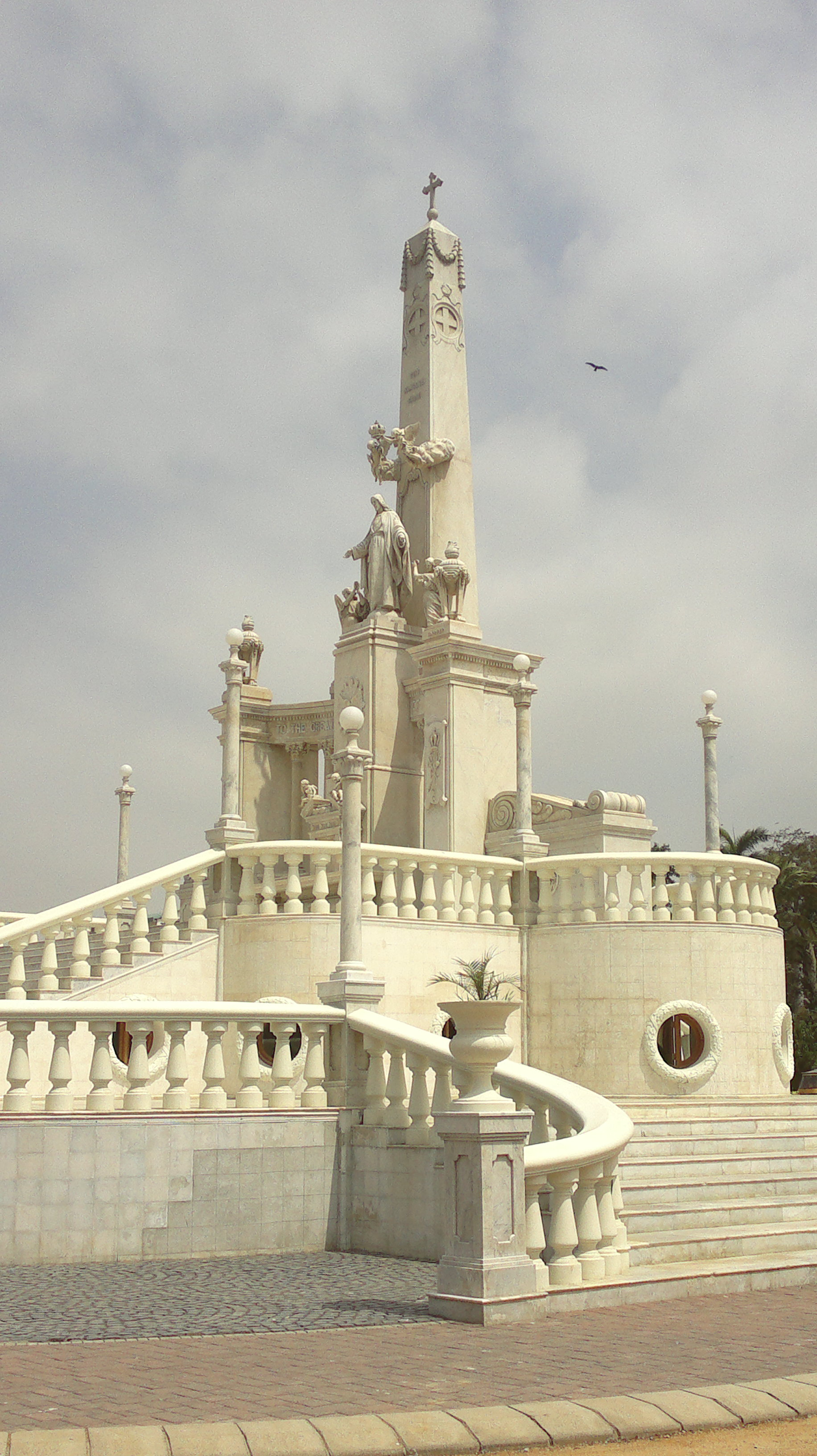
Památník Krista Krále

## Výstavba
Památník navrhl M. X. Andrade a na stavbu dohlížel August Rodrigues, vysloužilý inženýr odboru veřejných prací v Bombaji. Mramor použitý pro výstavbu tohoto památníku byl dovezen z italské Carrary společností Anthony Coutinho and Company. Socha Krista Krále, která je instalovaná vysoko nad zemí, byla darem majora Quadrose z města Cincinnatus u Karáčí.
Krypta památníku má kapacitu 150 míst k sezení a je vyzdobena dvěma nástěnnými malbami – jednou nebeskou a druhou pekelnou. Obě malby jsou dílem goaského umělce Vaza. V kryptě se nachází také podobizna svatého Františka Xaverského. Celkové náklady na výstavbu stavby činily 81 500 pákistánských rupií.

## Otevření
Při otevření památníku byla sloužena papežská mše svatá. Po ní byl zahájen kongres Katolické akce, který zahájil apoštolský delegát ve Východní Indii Mgr. Leo P. Kierkels C.P. Po krátkém zahajovacím projevu a přečtení telegramu zaslaného papežem zazněl hymnus na Krista Krále. Po krátkém proslovu předsedy výkonné rady otce Gimeneze Kierkels požehnal památníku.
Této slavnosti se zúčastnila velká část místních včetně mnoha nekatolíků. K tisícům místních obyvatel se při této slavnosti připojili také církevní představitelé z regionů a i kněží a řeholníci z celé Indie.
V průběhu týdne se u památníku konaly mše svaté, které pořádaly různé organizace farnosti. Později se konal dva kilometry dlouhý průvod vedený kapelou, v němž šlo mnoho farníků převlečených za různé biblické postavy.